# Ildemaro Fernández
Ildemaro Fernández (Mérida, 27 dicembre 1961) è un ex calciatore venezuelano, di ruolo attaccante.

## Caratteristiche tecniche
Giocava come centravanti.

## Carriera

### Club
Fernández iniziò la carriera nel 1980 all'Estudiantes di Mérida. Giocò nel club bianco-rosso per 10 stagioni, vincendo due titoli nazionali (1980 e 1985). Nel 1990 si trasferì al Mineros de Guayana: con il club divenne capocannoniere nel campionato 1990-1991 con 15 reti, a pari merito con Alexander Bottini. Nel 1995-1996 si ritirò dopo una stagione all'Estudiantes di Mérida.

### Nazionale
Giocò 14 partite tra il 1983 e il 1991. Nel 1983 prese parte al torneo calcistico dei IX Giochi panamericani; nello stesso anno fu convocato per la Copa América 1983, debuttando nel torneo l'8 settembre contro il Cile: in quella gara subentrò a Ramos. In seguito partecipò anche alla Copa América 1987, alla Copa América 1989 e alla Copa América 1991: nel primo torneo giocò solo contro il Brasile; nel 1989 fu invece schierato spesso, sempre come subentrato; nel 1991 giocò 2 delle 4 gare del Venezuela, entrambe da titolare.

## Palmarès

### Club

#### Competizioni nazionali
- Campionato venezuelano: 2

Estudiantes: 1980, 1985

### Individuale
- Capocannoniere della Primera División venezuelana: 1

1990-1991 (15 gol)